# Muminek (Witkowe Skały)
Muminek – turnia w grupie Witkowych Skał na orograficznie prawym zboczu Doliny Szklarki na Wyżynie Olkuskiej. Znajduje się w obrębie miejscowości Jerzmanowice w województwie małopolskim, w powiecie krakowskim, w gminie Jerzmanowice-Przeginia.
Muminek to w istocie dwie przylegające do siebie turnie; jedna z nich jest znacznie większa. Mają wysokość 12 m i zbudowane są z twardych wapieni skalistych o pionowych lub przewieszonych ścianach osiągających wysokość do 12 m. Znajdują się w lesie.

## Drogi wspinaczkowe
Na Muminku uprawiana jest wspinaczka skalna. Jest 13 dróg wspinaczkowych o trudności od III do VI.2+ w skali krakowskiej i długości do 10 m. Na większości z nich zamontowano punkty asekuracyjne: ringi (r) i stanowiska zjazdowe (st). W latach 90. XX wieku na Muminku odbywały się zawody we wspinaczce sportowej.
Muminek I
1. Zwalisty filarek; VI, 9 m
2. Komin Sokołowych; III, 9 m
3. Łaciata narzeczona; 3r + st, 10 m

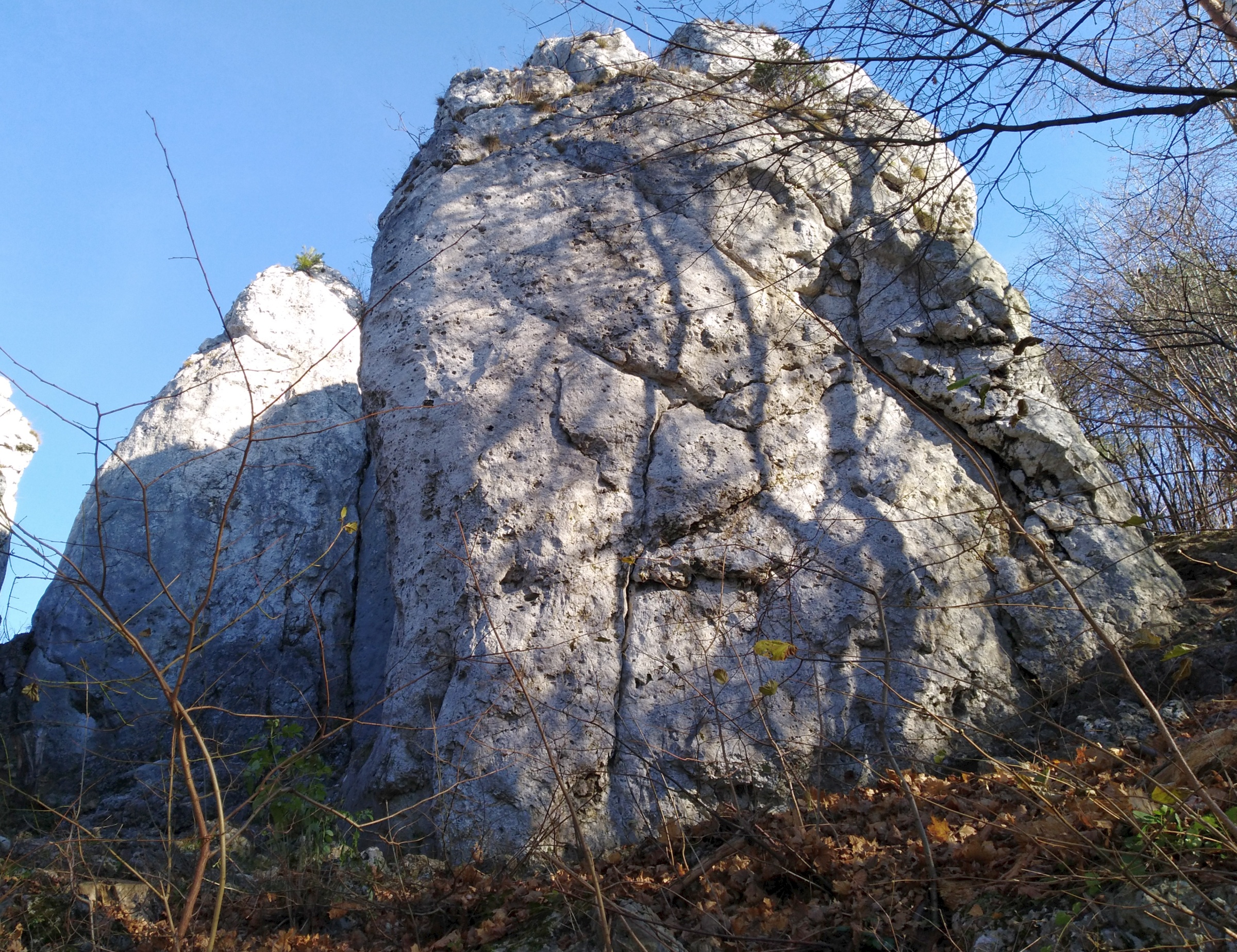
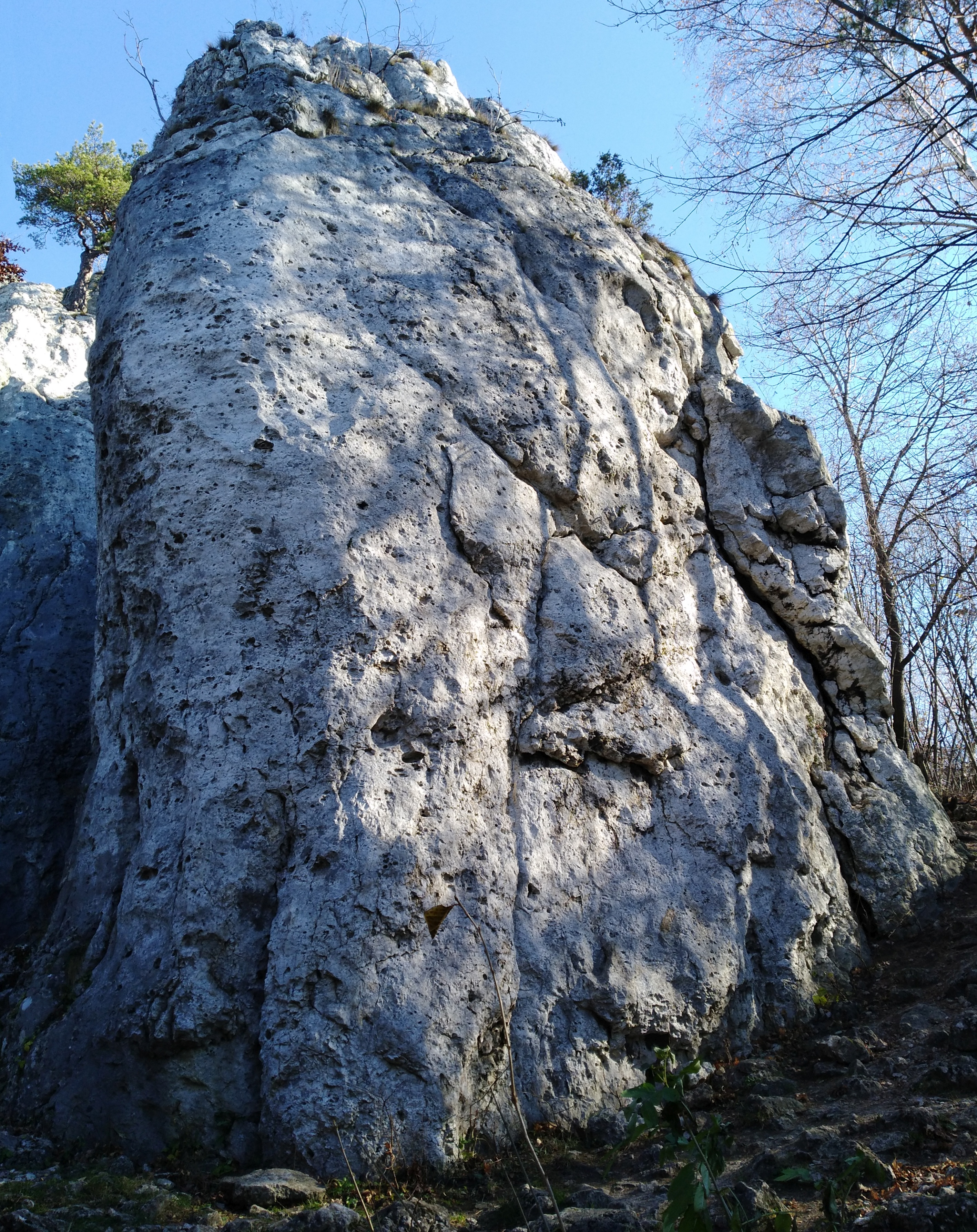
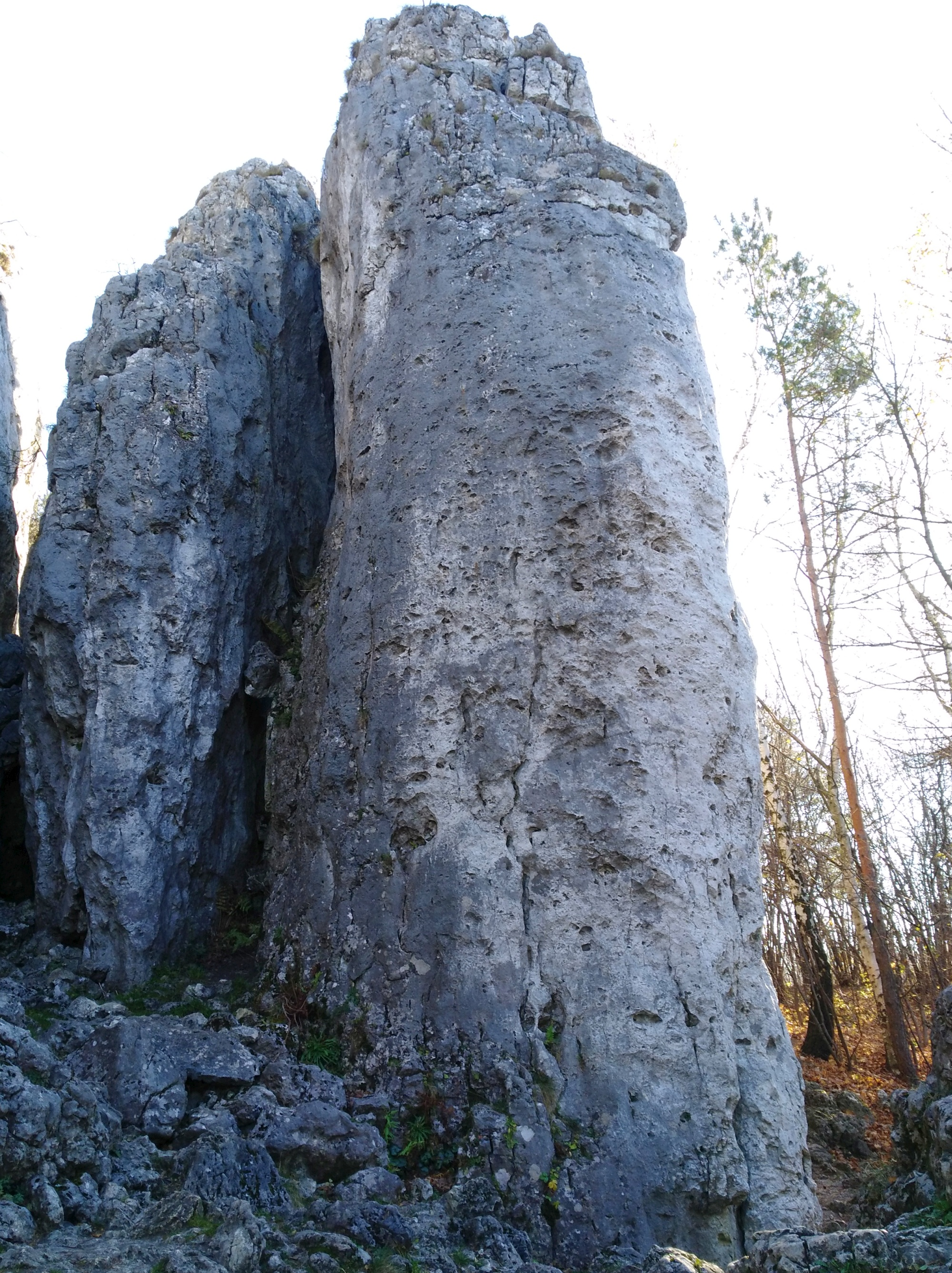
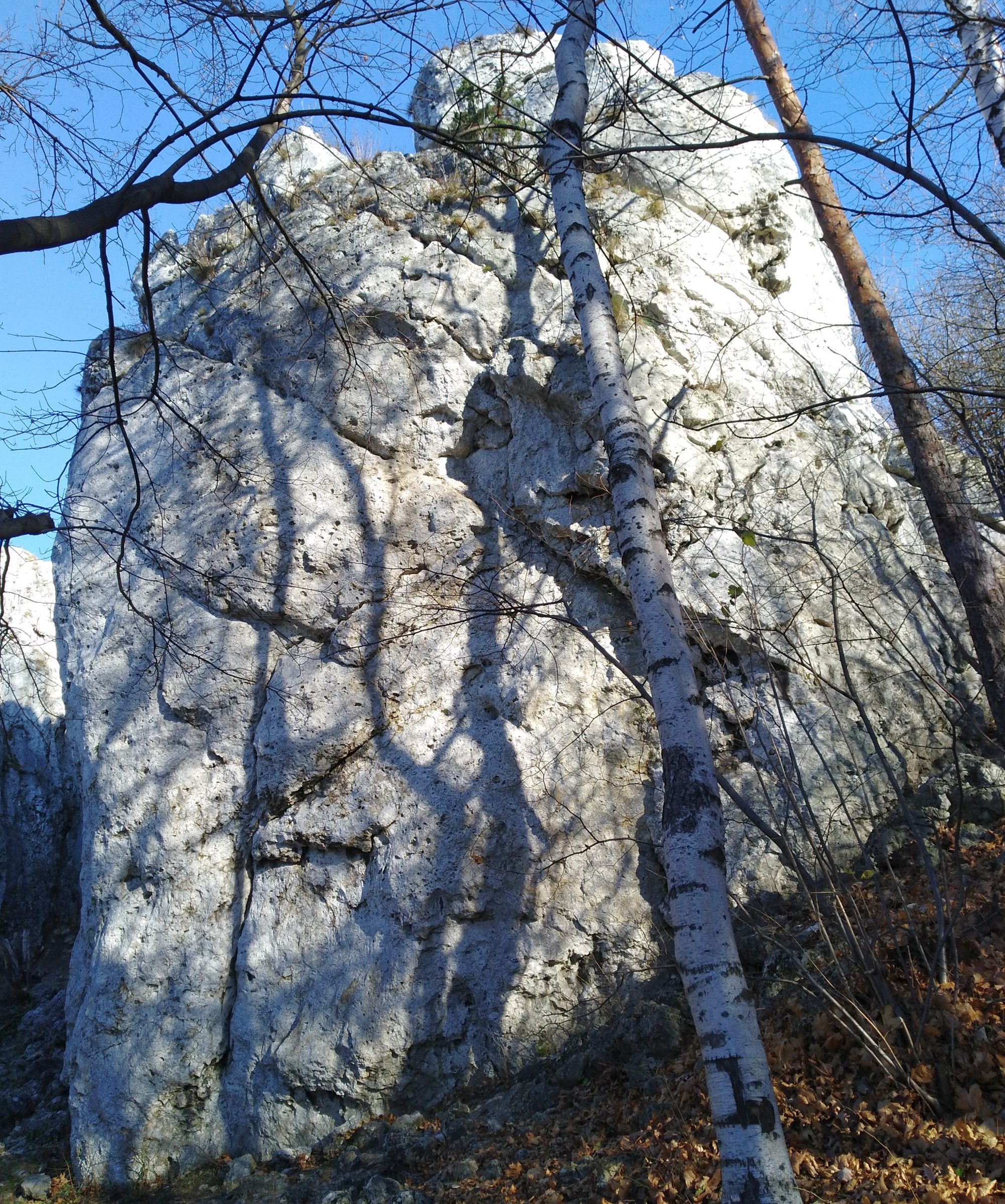
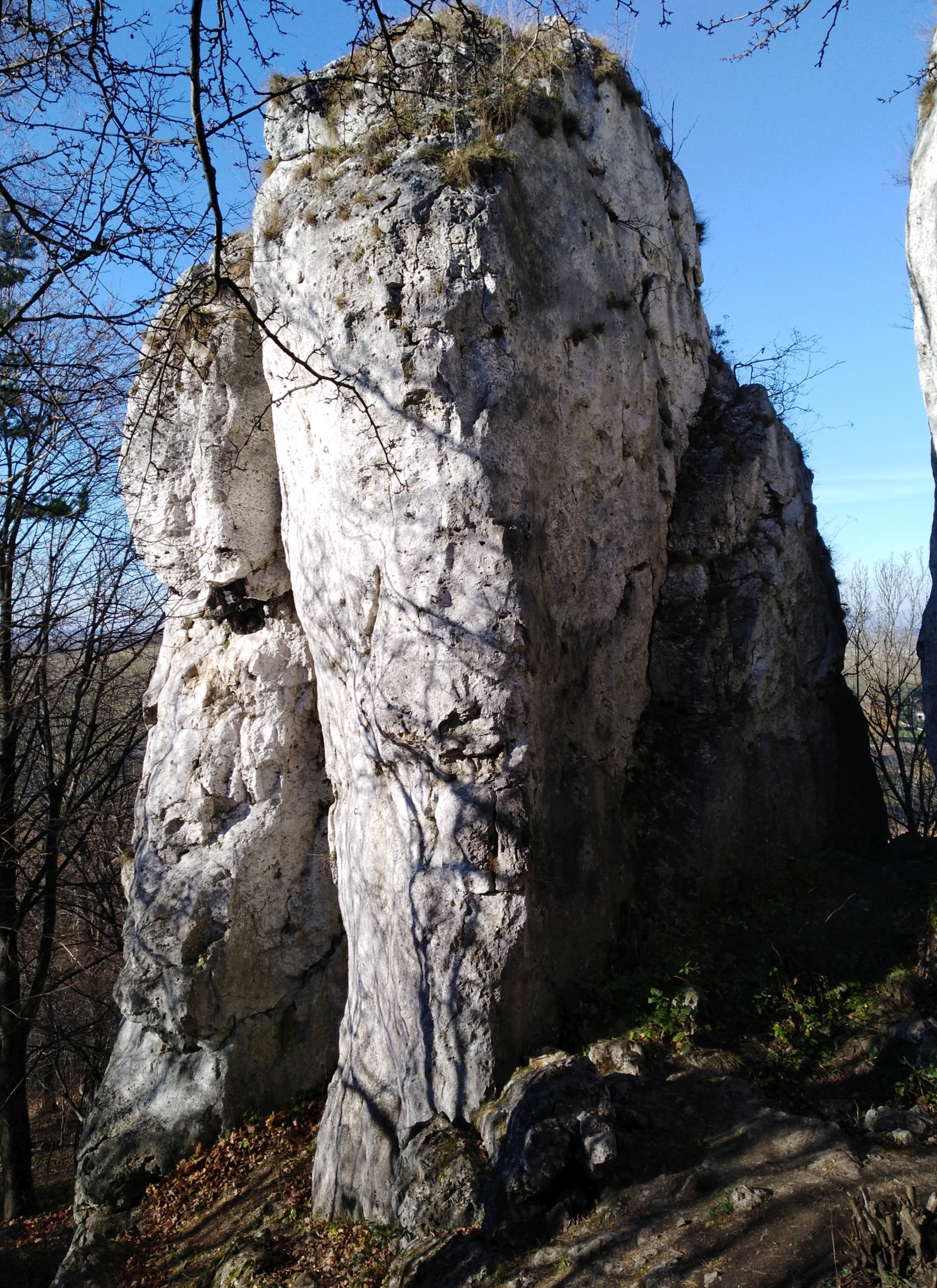
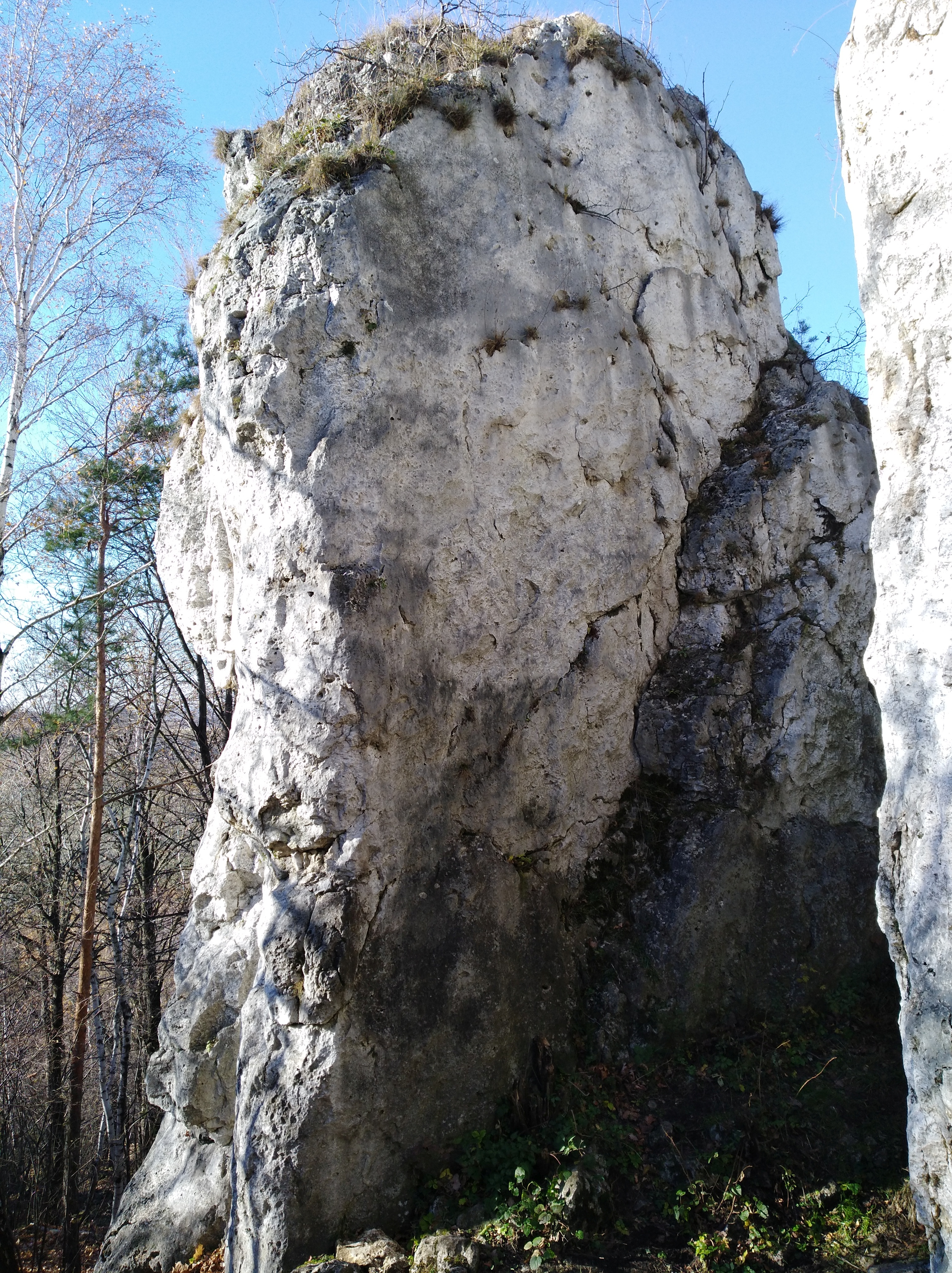
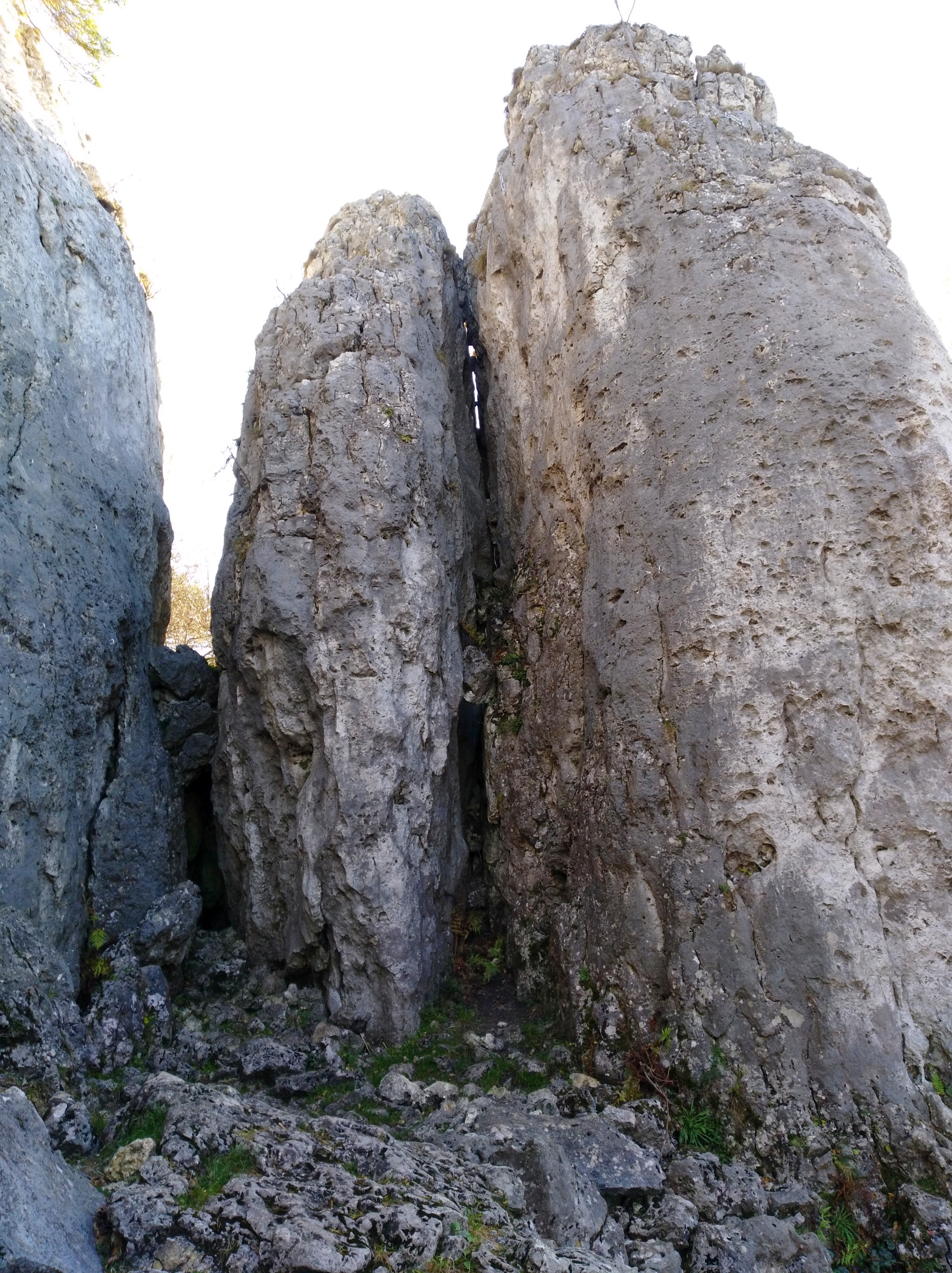

4. Edward Scyzoryk; 4r + st, VI.1, 10 m
5. Lewe Muminki; 3r + st, VI.1, 10 m

Muminek II
1. Olbrzymek; 3r + st, VI.1+, 10 m
2. Prawe Muminki; 3r + st, VI.1+, 10 m

Muminek III
1. Opowieści z dreszczykiem; 3r + st, VI.1+, 10 m
2. Speleologia dekoltów; 3r + st, VI.1, 10 m
3. Filarek Sokołowych; IV+, 10 m

Muminek IV
1. Filarek grzybiarzy; 3r + st, IV+, 10 m
2. Off-width ryska; V, 10 m
3. Dziewczyna kierownika; 3r + st, VI.2/2+, 10 m